# Graffilla muricicola
Graffilla muricicola is een platworm (Platyhelminthes). De worm is tweeslachtig. De soort leeft in het zoute water.
Het geslacht Graffilla, waarin de platworm wordt geplaatst, wordt tot de familie Graffillidae gerekend. De wetenschappelijke naam van de soort werd voor het eerst geldig gepubliceerd in 1880 door Ihering.